# Pontypool
Pontypool (walesiska: Pont-y-pŵl) är en stad i Wales i Storbritannien. Den är huvudort i kommunen Torfaen. Antalet invånare är 28 334 vid folkräkningen 2011. Den centrala delen tillhör communityn Pontymoile, men tätorten omfattar även delar av angränsande communities.